# Rafael Sanzio Araújo dos Anjos
Rafael Sanzio Araújo dos Anjos (Santo Antônio de Jesus, 1961) é um geógrafo brasileiro, primeiro Professor Titular Afrobrasileiro da Universidade de Brasília, autor de estudos sobre as espacialidades das matrizes africanas no território do Brasil.

## Biografia
Rafael Sanzio é o terceiro de cinco filhos de José Tibúrcio dos Anjos, natural de Salvador onde seu pai, avô de Rafael Sanzio, Jacinto Manoel dos Anjos era mestre de ofício na Escola Técnica da Bahia, e de Antonieta Araújo dos Anjos, natural de Feira de Santana onde sua mãe (avó de Rafael Sanzio) Maria dos Anjos que cedo ficara viúva e fazia doces com os quais sustentava a família, havendo formado as filhas professoras; circulando nesses dois ambientes, na capital baiana pode em criança conhecer o ambiente intelectual e social do avô paterno que o levava para reuniões na Sociedade Protetora dos Desvalidos do qual era membro da Diretoria e, em Feira, ouvir relatos da avó materna que registrava pela oralidade da ancestralidade iorubá; dos pais recebeu a orientação que lhe valeu por toda a vida: "Estudo é tudo!".
Acompanhou a mãe em muitas de suas viagens pela Região do Recôncavo da Bahia, para aquisição de móveis e objetos antigos, do período colonial e portanto escravista, que mais tarde eram restaurados para a decoração de moradias, desde cedo levando-o a conhecer ambientes e histórias cujo registro não jazia feito em meio algum, quer dos livros quer da academia.
Realizou o segundo grau na capital baiana no Colégio Central da Bahia, formando-se ali no Curso Técnico de Desenho, que junto ao tio Engenheiro Civil, Antônio dos Anjos, influenciaram-no na escolha do curso de geografia, no qual ingressou em 1978; formou-se pela Universidade Federal da Bahia em 1982; durante o período de estudo realizou estágios que levaram-no à realização de cartografia na COELBA, CONDER e Prefeitura Municipal de Salvador. Na Prefeitura realizou o mapeamento dos Sítios e Monumentos Negros da capital do Estado, de espaço da religião de matriz africana, como o Terreiro da Casa Branca ou o Parque de São Bartolomeu que mais tarde seriam declarados patrimônios nacionais pelo IPHAN, e na cidade de Barreiras onde presenciou as transformações urbanas com o crescimento da cidade com a produção de soja que instalava na região.
Mais tarde torna-se geógrafo lotado na prefeitura de Juazeiro junto a projetos do Banco Mundial, ao tempo em que tem sua primeira experiência no magistério na cidade pernambucana de Petrolina; ali percebe a necessidade de ampliar seus estudos e, durante as férias, faz cursos no INPE de São José dos Campos e em Rio Claro sobre o uso de imagens de satélites no estudo do espaço geográfico.
Professor da Universidade de Brasília, ali cria o Laboratório de Cartografia, o Laboratório de Sistemas de Informações Espaciais e, posteriormente, o Centro de Cartografia Aplicada e Informação Geográfica, após ter realizado mestrado pela Faculdade de Arquitetura e Urbanismo da Universidade de Brasília e doutorado em Informações Espaciais pela POLI-USP, com Pós-doutorado em Cartografia Étnica no MRAC (Atual AfricaMuseum) em Tervuren - Bruxelas - Bélgica, resultou na produção do livro Quilombos: Geografia Africana - Cartografia Étnica - Territórios Tradicionais (Mapas Editora e Consultoria, 2010) e, posteriormente, o Atlas Geográfico ÁFRICABRASIL (2014) e o Material Didático "O Brasil Africano" (2014).
Em 2005 foi o organizador da primeira "Oficina Temática: Introdução à Geografia Afrobrasileira", realizada em Maceió nos dias 3 e 4 de março daquele ano.. Em 2008 realizou, em parceria com o fotógrafo André Cypriano, um trabalho de pesquisa para um livro e que culminou, por parte desse último, na exposição itinerante “Quilombolas—Tradições e Cultura da Resistência" que foi exposta inicialmente na Galeria Arlinda Corrêa Lima do Palácio das Artes.. Em 2010 seu trabalho cartográfico e fotográfico rendeu uma exposição no Conjunto Cultural da República do Museu da República, em Brasília, intitulada "O Brasil Africano".
Em 2010 seu trabalho cartográfico e fotográfico rendeu uma exposição no Conjunto Cultural da República do Museu da República, em Brasília, intitulada "O Brasil Africano".